# 브루키아나붉은목도리비단제비나비
브루키아나붉은목도리비단제비나비는 나비의 한 종으로, 말레이 반도에서 인도네시아에 이르는 지역에 서식한다.
멸종위기에 처한 야생동·식물의 국제거래에 관한 협약의 부속서 II로 거래를 제한하고 있다.

## 역사
1855년 앨프리드 러셀 월리스이 제임스 브룩에서 이름을 따서 학명을 지었다.